# الهروب من السجن (الموسم 2)
بدأ بث الموسم الثاني من بريزون بريك -المسلسل التلفزيوني الدرامي الأمريكي- في الولايات المتحدة في 21 أغسطس 2006 في يوم الاثنين عند الساعة 9:00 مساءً (المنطقة الزمنية الشرقية) على شبكة فوكس التلفزيونية. أنتج بريزون بريك Adelstein-Parouse Productions بالتعاون مع Rat Television و Original Television Movie وتلفزيون فوكس القرن العشرين. يتكون الموسم من 22 حلقة، انتهت في 2 أبريل 2007.
يدور بريزون بريك حول أخوين: حُكم على أحدهما بالإعدام لجريمة لم يرتكبها، وشقيقه الأصغر العبقري الذي أعد خطة للهرب من السجن. استطاع الأخوين مع ستة آخرين الفرار من إصلاحية نهر فوكس، ويتابع الموسم الثاني مطاردة المجموعة. أطلق عليهم اسم «ثمانية نهر فوكس»، تفرّقت المجموعة، وسلك كل فرد طريقة، وكانوا يلتقون نادرا. كافحوا بصعوبة من أجل الهرب من الشرطة ومن المجموعة الدولية السرية التي تسمى «الشركة» الذيْن يريدان قتلهم.
في هذا الموسم، صارت ثلاث شخصيات فرعية بعد أن كانت أساسية، وفي المقابل أصبحت بعض الشخصيات أساسية وقدِمت شخصية جديدة. تم التصوير في دالاس لقرب طبيعتها من أحداث الموسم. صُوّرت أحداث الحلقة الأخيرة في بينساكولا في ولاية فلوريدا وكانت تمثل باناما. تضاربت الآراء حول الموسم، لكن لاقت إضافة ويليام فيشتنر الكثير من الترحيب.

## الإنتاج

### الممثلون
اختار الموسم الثاني تسعة ممثلين لبطولة المسلسل. بدلا من عشرة في المسلسل الأول. ظهر خمسة من الثمانية الهاربين بشكل متكرر طوال حلقات المسلسل، بينما ظهر الثلاثة الآخرون بشكل متقطع. وينتورث ميلر الذي يلعب دور مايكل سكوفيلد المهندس المعماري العبقري الذي خطط للهرب. ودومينيك بورسيل الذي يلعب لينكون بوروز وهو شقيق مايكل الذي يواجه حكم الإعدام لقتل شقيق نائبة رئيس الولايات المتحدة ترينس ستيدمان. وأموري نولاسكو الذي يلعب دور فرناندو سوكري رفيق مايكل في زنزانته الذي قرّر الهرب عندما علم أن حبيبته ماريكروز ديلغادو حامل؛ وروبرت نبر الذي يمثل دور تي-باغ، المغتصب المتعصب الأبيض الذي يسعى للثأر من السجناء الآخرين الذين تسببوا بقطع يده؛ وروكموند دنبار الذي يلعب دور سي-نوت المجند السابق الذي يريد العودة إلى أهله. وسارة وين كوليز التي تلعب دور سارا تانكريدي الطبيبة السابقة في السجن وحبيبة مايكل؛ وبول أدلستين الذي يلعب بول كيليرمان عميل المباحث الذي يساعد مايكل ولينكون لاحقا لرد ثأره من الشركة؛ وويد وليامز الذي لعب دور براد بيليك حارس السجن السابق الذي يسعى للحصول على جائز الإمساك بالهاربين. جاء ويليام فيشتنر ليلعب دور ألكساندر ماهون عميل المباحث الفيدرالية الأمريكية المفوض بملاحقة الهاربين. بينما لعب مارشال ألمان (إل.جي) وروبن توني (فيرونيكا دونوفان) وبيتر ستورمر (جون أبروزي) أدوارًا ثانوية أو ألغوا من المسلسل.

### التصوير
بدأ التصوير في 15 يونيو 2006 في دالاس في ولاية تكساس لقرب طبيعتها من أحداث المسلسل.

## الإصدار

### التقييم
نالت الحلقة الأولى من هذا الموسم ما يقارب 9.4 مليون مشاهد أمريكي، بينما شاهد ما يقارب 10.5 مليون مشاهد أمريكي الحلقة الأولى من الموسم الأول. وشاهد الحلقة الأخيرة من الموسم الأول ما يقارب 10.24 مليون مشاهد أمريكي. نالت حلقة «شيكاغو» قرابة 10.12 مليون مشاهد وكانت أكثر حلقات الموسم مشاهدة. لكن الحلقة الأخيرة من المسلسل نالت 8.12 مليون مشاهد أمريكي فأصبحت أقل حلقة مشاهدة في تاريخ المسلسل. بينما حصل المسلسل ككل على معدل مشاهدة 9.30 لكل حلقاته الاثنين والعشرين. في أستراليا، شاهد الحلقة الأولى من الموسم 1.22 مليون مشاهد، لكن النسبة قلت تدريجيا. في المملكة المتحدة، تراجعت حصة المسلسل من 9% في الموسم الأول إلى 8.5% في الموسم الثاني. شاهد الحلقة قبل الأخيرة من الموسم فاين ديل كاوينو ما يقارب 1.2 مليون مشاهد، وحصلت على 7% من حصة المشاهدة. وكنتيجة لذلك، قرّرت القناة الخامسة عدم عرض الموسم الثالث. غير أنه بُثّ في كندا وحقّق مركزا من بين العشر مسلسلات نلفزيونية الأعلى تقييمًا على الشبكة التلفزيونية العالمية.

### إصدارات الديفيدي
أُصدر الموسم باسم بريزون بريك — الموسم الثاني للشاشات العريضة في مجموعة من ستة أقراص في منطقة الديفيدي الأولى في الولايات المتحدة في 4 سبتمبر 2007. أضيف إلى الاثنين والعشرين حلقة التي بُثّت تعليقات على الحلقات ولقطات من خلف الستار بما في ذلك «عودة مسلسلٍ» و«تحويل دالاس إلى أمريكا». توجد أيضا لقاءات مع منفذي ومنتجي المسلسل، ومنهم منشئ المسلسل والكاتب الرئيس بول شويرينغ. أُصدرت نفس المجموعة في 20 أغسطس 2007 في المنطقة 2 قبل أسبوعين من إصدارها للمنطقة 1، وأُصدرت -بزيادة الحلقة الأولى من الموسم السادس ل24- في 19 سبتمبر 2007 في المنطقة 4.

## الحلقات
| # | #  | العنوان            | أخرجها               | كتبها                       | بُثّت في         | رمز الإنتاج |
| --- | -- | ------------------ | -------------------- | --------------------------- | -------------- | ----------- |
| 23 | 1  | «المطاردة»         | كيفين هوكس           | بول شويرينغ                 | 21 أغسطس 2006  | 2AKJ01      |
| بعد ثمان ساعات من الهرب، يتجه مايكل ولينكون وسوكري وسي-نوت وجون إلى أسويغو في إلينوي، ويتولى عميل المباحث الفيدرالية ألكساندر ماهون حملة بحث عن الهاربين. ويجد تي-باغ علاجا طبيا ليده المقطوعة، وتستجوب المباحث الفيدرالية سارا بعد أن تعافت من آثار الموروفين. تجد فيرونيكا تيرينس ستيدمان أسيرا في كوخ، لكن عميلين للشركة يصلان ويقتلانها. |    |                    |                      |                             |                |             |
| 24 | 2  | «أوتيس»            | بوبي روث             | Matt Olmstead               | 28 أغسطس 2006  | 2AKJ02      |
| يبتعد لينكون ومايكل عن سوكري وسي-نوت وجون محاولين إنقاذ إل. جي. من الحكم عليه بالسجن. استطاع العميل ماهون معرفة خطتهما؛ ويصاب لينكون في قدمه أثناء محاولته أخذ إل. جي.، ويرسل إل. جي. إلى مركز الاعتقال في أريزونا. يتعرض براد والمأمور هنري إلى المساءلة لمعرفة دورهما في الهرب. يُوقف هنري ويطرد براد لتعامله غير القانوني مع السجناء. تعرض فتاة في الجامعة على توينر أن توصله إلى يوتاه. ويعالج طبيبٌ بيطريٌ تي-باغ ويربط يده، إلا أن تي-باغ يقتله بعد ذلك. |    |                    |                      |                             |                |             |
| 25 | 3  | «المسح»            | Bryan Spicer         | Zack Estrin                 | 4 سبتمبر 2006  | 2AKJ03      |
| يطلب مايكل ولينكون من نيكا المساعدة، ويزيفان انفجار سيارتهما لتعتقد المباحث أنهما قتلا. أثناء البحث عن الأشلاء، يذكر ماهون مصادفةً أوسكار شاليز -الهارب الذي ظن الناس أن ماهون لم يقبض عليه- فيصاب بالضيق فيخرج حبوبا من قلمه ويتناولها. وعلى الرغم من أن السلطات على دراية بعلاقة سوكري بماريكروز وسي-نوت بعائلته، إلا أنهما يذهبان ليبحثان عنهم. تُعتقل سارا لمساعدتها الهاربين، لكن والدها يدفع الكفالة ويطلب منها أن تحضر اجتماعات المدمنين على المخدرات اليومية. يتحالف براد مع جيري ويبدآن البحث عن مايكل ولينكون.                                            |    |                    |                      |                             |                |             |
| 26 | 4  | «أول خطأ»          | بوبي روث             | Nick Santora                | 11 سبتمبر 2006 | 2AKJ04      |
| يعتقل براد وجيري مايكل ولينكون ونيكا. يخبر براد مايكل أنه يعرف عن المال الذي تركه وستمورلاند في أوتاه، وأنهما سيقودانه إلى المال. يعزم جون على أخذ ثأره من الشاهد ضد العصابة، بينما كان ماهون يتتبعه. تصيب الشرطة جون بالنار فترديه قتيلا بعد أن رفض الاستسلام، ويكتشف ماهون أن مايكل ولينكون ما يزالان على قيد الحياة، وأن الانفجار كان مزيفا. يحاول كيليرمان إقامة صداقة مع سارا تحت اسم مستعار. يتلقى تي-باغ مساعدة من أحد الغرباء. |    |                    |                      |                             |                |             |
| 27 | 5  | «الخريطة 1213»     | Peter O’Fallon       | Karyn Usher                 | 18 سبتمبر 2006 | 2AKJ05      |
| يعيد ماهون البحث عن الخمسة ملايين التي أخفاها دي بي كوبر، الذي عُرف في إصلاحية نهر فوكس باسم تشارليز وستمورلاند. هرب مايكل ولينكون من براد وجيري، وحاولا تحديد موقع تركة وستمورلاند. يلاقي الأخوان توينر، فيخبرهما أن خريطة المال مع تي-باغ. يحفظ تي-باغ الخريطة ويمزقها، ويتفق مع مايكل ولينكون على أن يوصلهما إلى التركة مقابل حصة منها. عندما وصلوا إلى الموقع المحدد، وجدوا أن منزلا بُني في مكان المستودع الذي يحوي التركة. يعزم سوكري على أن يوقف زواج ماريكروز في لاس فيغاس. بينما يستمر كيليرمان في مجالسة سارا.                                            |    |                    |                      |                             |                |             |
| 28 | 6  | «المخطط»           | Eric Laneuville      | Monica Macer                | 25 سبتمبر 2006 | 2AKJ06      |
| يبحث مايكل ولينكون وتي-باغ وتيونر عن تركة وستمورلاند، وينضم إليهما سوكري وسي-نوت من غير ترتيب مسبق. وتصل المجموعة إلى البيت الذي بُني فوق التركة ويقنعون صاحبة المنزل أنهم أرسلوا من شركة الكهرباء لإصلاح بعض الأعطال. يصل ماهون إلى أوتاه ويقبض على توينر. في هذه الأثناء شوهد هايور في ويسكونسن. يرى الحاكم تانكريدي كيلرمان في كابيتول الولايات المتحدة (وكان قد التقى به في بيت سارا) فيتصل بسارا محذرا لها وطالبا منها ألا تقابله مجددا. |    |                    |                      |                             |                |             |
| 29 | 7  | «المدفون»          | Sergio Mimica Gezzan | سيث هوفمان ‏                 | 1 أكتوبر 2006  | 2AKJ07      |
| يترك لينكون مايكل لكي يذهب للبحث عن إل. جي. في أريزونا. ينجح مايكل وسي-نوت وتي-باغ تحديد موقع تركة وستمورلاند؛ لكن سوكري يُهددهم بالقتل إذا لم يعطوه التركة. يعترف ماهون لتوينر أنه قتل شاليز، ويقدم على قتل تيونر. تُبلَغ سارا أن ترشيح والدها لنيابة الرئيس ألغيت، وتجده مشنوقا في مكتبه. يخطط هايور لبناء مركب ليسافر به إلى هولندا. |    |                    |                      |                             |                |             |
| 30 | 8  | «اللوح»            | Vincent Misiano      | Zack Estrin                 | 23 أكتوبر 2006 | 2AKJ08      |
| يأخذ سوكري المال ويذهب، ويجبر الجميع على أن يبتعدوا بعيدا. يلاقي مايكل سوكري بعد فترة قصيرة، ويُكشف عن أن تصرف سوكري كان خطة من مايكل لأخذ المال. لكن مايكل وسكوري لا يجدان المال في الحقيبة التي أخذها سوكري، يُظهر تي-باغ حاملا المال. يكتشف سوكري أن ماريكروز ألغت الزواج، فيذهب ليبحث عنها. يكتشف براد وجيري أن تي-باغ استحوذ على المال فقرّرا تتبعه. يلتقي لينكون بإل. جي.؛ وتلاحق الشركة سارا، فيحاولان -لينكون وسارا- إيجاد مايكل. يُستجوب ماهون بخصوص مقتل توينر. ويُكشف أن الشركة ابتزّته ليقتل الثمانية الهاربين.                                             |    |                    |                      |                             |                |             |
| 31 | 9  | «وحفروا»           | كيفين هوكس           | Nick Santora                | 30 أكتوبر 2006 | 2AKJ09      |
| تحل سارا كود مايكل فتذهب لملاقاته، لكن كيلرمان وماهون يتبعانها. يضع تي-باغ تركة وستمورلاند في مستودع أمانات، ويحاول أن يجد حبيبته السابقة سوزان. يجد تي-باغ منزلها خاويا، يتبعه براد وبيليك إلى المنزل، ويهددانه ببتر يده المربوطة إذا لم يكشف عن موقع التركة. يكتشف مايكل أن ماهون قتل شارليز سرا، فيتصل به ليخبره بما اكتشف. يجد سي-نوت عائلته، وتقبض الشرطة على لينكون وإل جي. |    |                    |                      |                             |                |             |
| 32 | 10 | «الميعاد»          | دوايت إتش ليتل       | Karyn Usher                 | 6 نوفمبر 2006  | 2AKJ10      |
| يجد بيليك وجيري تركة وستمورلاند، لكن جيري يُفقِد بيليك وعيه بضربه ويستولي على المال كله. يلتقي مايكل بسارا، لكن ماهون يصل ويعكر اللقاء. بعد أن فرّا وحاولت سارا المغادرة، أمسك بها كيليرمان. يحرّر ألدو -والد لينكون- ابنه وإل جي من الشرطة؛ ويخبر لينكون أنه جمع أدلة تبرّئه؛ غير أن عميلا للشركة يحاول قتلهما. |    |                    |                      |                             |                |             |
| 33 | 11 | «بولشوي بوز»       | غريغ يايتانيس        | Monica Macer وسيث هوفمان ‏   | 13 نوفمبر 2006 | 2AKJ11      |
| يحاول مايكل الاتفاق مع مهرّب لتأمين طائرة إخلاء، لكن خطته فشلت ويحاصره المهربون. يصل سوكري وينقذ مايكل ويأذنان للمهربين بأن يغادروا، فيخبرونه عن مكان الطائرة ردا للجميل. يتجه ألدو ولينكون إلى بولشوي بوز للقاء مايكل، ويتركهما إل جي ليذهب مع إحدى عضوات مجموعة ألدو. يهرب تي-باغ من منزل سوزان بعد أن ربطه جيري وبيليك بقطع يده للنجاة من الشرطة. يتتبع أثر جيري ويقتله ويأخذ المال معه. يعذّب كيليرمان سارا؛ ويجد ماهون مكان بولشوي بوز. |    |                    |                      |                             |                |             |
| 34 | 12 | «الانقطاع»         | Karen Gaviola        | Nick Santora وKaryn Usher   | 20 نوفمبر 2006 | 2AKJ12      |
| استطاعت سارا الفرار من كيليرمان لكنه أخبر الشركة أنه قتلها. يمسح العميل كيم -وهو جاسوسٌ للشركة- جميع سجلات كيليرمان الحكومية. يلتقي مايكل بوالده ألدو ولينكون، ويخبرهما ألدو عن الشركة ويطلب منهما أن يجدا سارا. يصل ماهون ويطلق عليهم النار؛ يُصاب ألدو ويموت بعد ذلك بوقت قصير قبل أن يتمكنوا من إسعافه. يتوجه مايكل ولينكون وسوكري إلى طائرة الإخلاء وهناك يخبر الأخوان سوكري أنهما لن يتجها إلى المكسيك. يطارد ماهون مايكل ولينكون وتصدم السيارتان بالمصادفة. تعتقل الشرطة زوجة سي-نوت كيسي، ويُتهم بيليك بقتل جيري.                                             |    |                    |                      |                             |                |             |
| 35 | 13 | «صندوق القتل»      | بوبي روث             | Zack Estrin                 | 27 نوفمبر 2006 | 2AKJ13      |
| يصوب ماهون على مايكل ولينكون، لكن دوريات الحدود تصل قبل أن يتمكن من قتلهما. يُذهب بالأخوين إلى مركز اعتقال، وهناك يطلب كيم من ماهون أن يقتلهما. وبينما يجري نقلهما إلى إصلاحية نهر فوكس، توقفت سيارة نقلهما واستطاعا الهروب. يطلق كيليرمان النار على ماهون، ويخبر الأخوين أنه يريد مساعدتهم في فضح الشركة لأنها دمرت حياته. يصل تي-باغ إلى حبيبته السابقة سوزان؛ ويرجع بيليك إلى إصلاحية نهر فوكس سجينا، ويضطر سوكري إلى الهبوط مظليا من طائرته بعد أن حاولت السلطات إسقاطها.                                                                                      |    |                    |                      |                             |                |             |
| 36 | 14 | «جون دو»           | كيفين هوكس           | Matt Olmstead وNick Santora | 22 يناير 2007  | 2AKJ14      |
| يرحب أبناء سوزان بتي-باغ، لكنه احتجزهم كرهائن عندما حاولت سوزان قتله. يتعافى ماهون من إصابته ويخبر العميل كيم أنه لن يعمل للشركة بعد الآن. بعد لحظات، يُبلغ ماهون أن ابنه تعرض لحادث مروري، فيضطر إلى الرجوع إلى مطاردته للهاربين خوفا على عائلته. يذهب مايكل ولينكون وكيليرمان إلى مونتانا ليجدا ستيدمان. يرفض ستيدمان الظهور للعامة، فيأخذ مسدس لينكون وينتحر. يواجه بيليك بعض المشاكل مع سجناء الإصلاحية الآخرين ويواصل سي-نوت مسيرته مع ابنته. |    |                    |                      |                             |                |             |
| 37 | 15 | «الرسالة»          | بوبي روث             | Zack Estrin وKaryn Usher    | 29 يناير 2007  | 2AKJ15      |
| يختطف مايكل ولينكون وكيليرمان مصورا ليبثا رسالة موجهة أساسا إلى سارا عبر التلفاز. يبرئ لينكون نفسه في الرسالة ويتهم الشركة بالجريمة. يعلن ماكيل أن سارا بريئة، وأن ماهون قتل جون وتوينر وشاليز. يُرسل بيليك إلى المستوصف بعد أن تعرض للاعتداء ويزوره ماهون هناك ليسأله عن الرسالة التي بثها مايكل. يخبره براد أن الاقتباسات التي استخدمها مايكل (كـ"الملاذ الآمن" و"فرصة أخرى") هي عناوين في كتاب رعاية المدمنين. بعد أن حلل ماهون الكتاب، اكتشف أن مايكل يعزم لقاء سارا في إحدى المستشفيات. في هذه الأثناء، يشتري هايور بيرة لشابين ويسرق سوكري سيارة في المكسيك. |    |                    |                      |                             |                |             |
| 38 | 16 | «شيكاغو»           | جيسي بوشكو ‏          | Matt Olmstead وNick Santora | 5 فبراير 2007  | 2AKJ16      |
| تجتمع سارا بمايكل ولينكون في قطارٍ في شيكاغو. وفيه تكتشف أن كيليرمان معهم، فتحاول قتله، لكن مايكل ولينكون يوقفانها. يخبر مايكل سارا بشعوره تجاهها فتخبره بشعورها تجاهه فيبدآن علاقة عاطفية. يتلقى ماهون مساعدة من بيليك، ويعده أن يسحب تهم القتل إذا ساعدهم في إمساك الهاربين. يقبل بيليك العرض ويتمكن من محاصرة هايور في أعلى مبنى، يصل ماهون ويقنع هايور على القفز من المبنى منتحرا. يتعرض سي-نوت للسرقة أثناء غدائه مع ابنته. يستمبر تي-باغ في احتجازه لسوزان وأسرتها.                                                                                          |    |                    |                      |                             |                |             |
| 39 | 17 | «الدم الفاسد»      | نيلسون ماكورميك      | بول شويرينغ وKaryn Usher    | 12 فبراير 2007 | 2AKJ17      |
| بعد أن عانت ابنة سي-نوت من المرض، عزم على تسليم نفسه. اتصل بماهون فيخبره أن زوجته أطلق سراحها من السجن، فيسلم نفسه. يلتقي سوكري بماريكروز. ويزور تي-باغ بيت طفولته ويحرّر حبيبته السابقة وطفليها من الحبس. يطلب مايكل وسارا من هنري بوب المساعدة في تلقي معلومات سُرّبت من الشركة. استطاع بوب الحصول على ملف صوتي يسجل محادثة بين الرئيسة وأخوها ستيدمان، والتي جرت بعد حادثة قتل ستيدمان المزعومة. يحاول العميل كيم أخذ ما لدى بوب، إلا أن مايكل يوقفه. |    |                    |                      |                             |                |             |
| 40 | 18 | «الغمر»            | بوبي روث             | Nick Santora                | 19 فبراير 2007 | 2AKJ18      |
| يتصل لينكون ومايكل وسارا بكوبر غرين، الذي يظنون أنه يستطيع مساعدتهم في تبرئة لينكون. يخبرهم كوبر أنه لا يستطيع التأكد من أن المحادثة تمت بعد حادثة قتل ستيدمان المزعومة، لكنه يقترح عليهم ابتزاز الرئيسة للحصول على عفو رئاسي. يطلب ماهون من براد أن يقبض على سوكري الذي يعيش مع ماريكروز في مزرعة خالته. يزور تي-باغ هوية، ويسافر بالمصادفة مع براد في نفس الرحلة إلى المكسيك. يطلب ماهون من سي-نوت أن ينتحر حفاظا على سلامة عائلته. يعزم كيليرمان على اغتيال الرئيسة.                                                                                           |    |                    |                      |                             |                |             |
| 41 | 19 | «كارولاين الجميلة» | دوايت إتش ليتل       | Karyn Usher                 | 5 مارس 2007    | 2AKJ19      |
| يُوقَف سي-نوت عندما حاول الانتحار؛ ويعرض عليه مارك ويلر حريته مقابل شهادته ضد ماهون. يستخدم مايكل التسجيل الصوتي لابتزاز الرئيسة، فتوافق على إعطاء مايكل ولينكون عفوا كاملا. لكن الشركة تبتزها من جهة أخرى بنفس الملف الصوتي، فتقرر الاستقالة من الرئاسة. يفقد تي-باغ تركة وستمورلاند في سير استلام الأمتعة في المكسيك. يعتقل براد سوكري ويعزم على رده إلى ماهون، لكن سكوري يقنع براد بأن يجد له تركة وستمورلاند كتسوية. |    |                    |                      |                             |                |             |
| 42 | 20 | «باناما»           | Vincent Misiano      | Zack Estrin                 | 19 مارس 2007   | 2AKJ20      |
| استطاع تي-باغ استعادة أموال وستمورلاند؛ فيتتبعه براد وسوكري. عندما هرب تي-باغ إلى باناما، أخبر براد سوكري أنه أخذ ماريكروز كرهينة، وشرط عليه أن يجدا المال ليطلق سراحها. تحاكم المباحث الفيدرالية سارا بتهمة السماح لمايكل ولينكون بالهرب إلى باناما. يوافق سي-نوت على الشهادة ضد ماهون مقابل حريته، فيعود إلى عائلته. يصل ماهون إلى باناما، وفي نفس الوقت يقرر مايكل مساعدة براد وسوكري في القبص على تي-باغ. |    |                    |                      |                             |                |             |
| 43 | 21 | «فاين ديل كاوينو»  | بوبي روث             | Matt Olmstead وسيث هوفمان ‏  | 26 مارس 2007   | 2AKJ21      |
| تحالف مايكل وسوكري وبراد للإيقاع بتي-باغ. يحاول لينكون تعطيل خطة ماهون للإمساك بمايكل؛ لكن ماهون يتمكن من الإمساك بلينكون. تتواصل محاكمة سارا في شيكاغو، ويشهد كيليرمان ببراءة سارا. تعتقل الشرطة تي-باغ، ويأخذ مايكل المال ويعود إلى سفينته "كريستيان روز". يتصل ماهون بمايكل ليخبره أنه أمسك بلينكون، ويطلب منه السفينة والمال مقابل إطلاق سراح لينكون. |    |                    |                      |                             |                |             |
| 44 | 22 | «سونا»             | كيفين هوكس           | بول شويرينغ                 | 2 أبريل 2007   | 2AKJ22      |
| تعفي شهادة كيليرمان سارا ولينكون من عقوباتهما، فتغادر سارا إلى باناما، ويقتل عناصر ينتمون إلى الشركة كيليرمان أثناء نقله إلى السجن. يبحث سوكري عن براد ليجد ماريكروز. تلتقي سارا بمايكل ولينكون من جديد وتبشرهما بالبراءة. يظهر العميل كيم فجأة محاولا قتل الأخوين، إلا أن سارا تطلق عليه النار. تعتقل الشرطة مايكل وماهون وبراد وتي-باغ ويرسلون إلى إصلاحية سونا الفيدرالية. |    |                    |                      |                             |                |             |